# Paolo Ciani
Paolo Ciani (Roma, 15 maggio 1970) è un politico italiano, segretario di Democrazia Solidale dal 15 maggio 2022 e deputato alla Camera dal 13 ottobre 2022. Inoltre, dal 2018 al 2022 è stato consigliere regionale del Lazio e dal 2021. È stato eletto consigliere comunale a Roma, per poi dimettersi due anni dopo e concentrarsi interamente sul mandato parlamentare.

## Biografia
Diplomato al liceo classico Luciano Manara di Roma e laureato in storia dell'arte all'Università degli Studi di Roma "La Sapienza", è stato responsabile romano della Comunità di Sant'Egidio, di cui fa parte fin da quando aveva 14 anni. In questa veste, è stato eletto due volte segretario della Consulta delle aggregazioni laicali per la Diocesi di Roma. Ha lavorato come ricercatore dal 2001 al 2018 e tra il 2007 ed il 2010 ha curato la sezione "La Città Solidale" per il mensile Roma Capitale. 
Sposato, è padre di due figlie.

## Attività politica
Dal 2014 al 2017 è stato consulente del presidente della Commissione Affari sociali della Camera dei deputati, carica ricoperta da Pierpaolo Vargiu prima e Mario Marazziti poi.

### Consigliere regionale del Lazio
Alle elezioni regionali nel Lazio del 2018 si candida con la lista Centro Solidale, a sostegno del presidente uscente Nicola Zingaretti, risultando eletto nella circoscrizione di Roma con 5.735 preferenze. Nel suo mandato di consigliere regionale del Lazio ha ricoperto il ruolo di capogruppo della lista, vicepresidente della Commissione Sanità e Affari Sociali e membro nella Commissione Casa, Urbanistica e Rifiuti. 
Il 12 maggio 2021 è stato nominato presidente della Commissione Speciale per l'emergenza per la pandemia da COVID-19.

### Consigliere comunale di Roma
In vista delle elezioni amministrative del 2021 si presenta alle elezioni primarie del centro-sinistra per la scelta del candidato sindaco di Roma, ottenendo il 7,1% dei voti e attestandosi in terza posizione dietro al vincitore Roberto Gualtieri del Partito Democratico (60,4%) e al civico di sinistra Giovanni Caudo (15,6%). Nelle successive consultazioni amministrative è stato eletto consigliere comunale a Roma con 1.607 preferenze nella lista Democrazia Solidale (DemoS), sostegno di Gualtieri. All'Assemblea Capitolina, dove è membro della Commissione Politiche Sociali e della Salute, della Commissione Patrimonio e Politiche Abitative e della Commissione Turismo Moda e Relazioni Internazionali, ha promosso mozioni contro il gioco d'azzardo e la ludopatia.
Il 15 maggio 2022, durante il primo congresso di DemoS, svoltosi a Roma, viene eletto segretario nazionale del partito.
Il 10 settembre 2024 annuncia le dimissioni da consigliere all'Assemblea Capitolina, è sostituito da Sandro Petrolati.

### Elezione a deputato
Alle elezioni politiche anticipate del 2022 si candida alla Camera dei deputati nel collegio uninominale Lazio 1 - 01 (Roma: Municipio I), sostenuto dalla coalizione di centro-sinistra in quota Partito Democratico - Italia Democratica e Progressista (lista elettorale del PD a cui aderisce DemoS), risultando eletto con il 38,46% dei voti davanti alla candidata del centro-destra, in quota Forza Italia, Maria Spena (30,76%).
Nella XIX legislatura ricopre gli incarichi di segretario della 12ª Commissione Affari Sociali, carica a cui è stato eletto il 9 novembre 2022, e vice-capogruppo del gruppo parlamentare Partito Democratico - Italia Democratica e Progressista alla Camera, nominato nel giugno 2023 al posto di Piero De Luca.
È, insieme a Marco Tarquinio, Angelo Chiorazzo, Alberto Felice De Toni, Giuseppe Irace e Stefania Proietti, promotore del progetto politico "Rete Civica Solidale", nato a giugno del 2025. Secondo il manifesto fondativo, il progetto raccoglie: "Persone, Movimenti Civici Territoriali, Partiti, che si sono "messi in gioco" candidandosi, essendo eletti, amministrando, facendo opposizione, a livello locale, nazionale ed europeo, nella coalizione di centrosinistra ma non appartenenti ai partiti rappresentati in Parlamento e personalmente chiamati all’impegno da una formazione cristiana e laica accomunata dai grandi valori costituzionali della nostra democrazia."

## Posizioni politiche
Le posizioni politiche di Paolo Ciani si caratterizzano per un'attenzione ai temi sociali, in particolare all'inclusione, alla lotta contro le disuguaglianze e alla tutela dei diritti delle persone fragili, con un orientamento progressista ispirato ai valori del cattolicesimo sociale.
Si è dichiarato contro la gestazione per altri, ritenendola una "mercificazione del corpo delle donne povere", ma ritiene anche sbagliato renderlo un "reato universale". Inoltre, si è dichiarato contrario all'invio di armi all'Ucraina nell'ambito del conflitto russo-ucraino, non votando, di conseguenza, la proroga all'autorizzazione dell'invio di armi a gennaio 2023.
In qualità di segretario della XII Commissione Affari Sociali della Camera dei deputati, Paolo Ciani si occupa di tematiche relative alla salute pubblica e alle politiche sociali rivolte alle fasce più vulnerabili della popolazione, tra cui anziani e persone senza fissa dimora. Ricopre inoltre il ruolo di Presidente dell'intergruppo parlamentare sull'invecchiamento attivo, finalizzato alla promozione di politiche per il benessere sociale delle persone anziane e per l’invecchiamento attivo.
È inoltre Presidente della Sezione Bilaterale di Amicizia tra Italia e Africa Occidentale presso la Camera dei Deputati.